# Большая реформа семейного права в Австрии
Большая реформа семейного права — процесс реформирования некоторых положений семейного права в Австрии в период 1960-х и 1970-х годов. В результате этих обновлений Австрия смогла добиться улучшения благополучия детей, путём реформирования прав ребёнка и достижения равных прав.

## Проектирование реформы
Данная реформа не подразумевалась как единичный и единовременный закон. Это, скорее, был продолжительный процесс модификации законодательства в сфере семьи и прав ребёнка. «Точечные» малые реформы рассматривались как наиболее успешный вариант модернизации семейного права. Первое, что затронула реформа, — это обеспечение индивидуального права матери, касающееся воспитания ребёнка.

## История реформы
Истоки причин проведения данной реформы можно обнаружить на рубеже веков. Большую роль сыграло движение феминизма, появившееся в Австрии в начале XX века. Это вызвало резкий рост влияния женщин на общественно-политическую жизнь Австрии. Например, Марианна Хайниш  — одна из предводительниц борьбы за права женщин в Австрии — оказала заметное влияние на систему семейного права Австрии; ведь под её влиянием были проведены первые поправки в Гражданский Кодекс Австрии в 1914 году. Позже, Адельгейд Попп — не менее известная правозащитница — впервые в 1925 году предложит поправки в Семейный кодекс. Но существенные изменения наступили только после Второй Мировой Войны — в 1949 году министр юстиции Отто Чадек  создал экспертную комиссию по реформированию Семейного кодекса. Однако, первые реформы появятся только в 1970-х годах под предводительством уже другого министра юстиции — Кристиана Брода .

## Принятые законы
1960-е гг.
- Федеральный закон от 17 февраля 1960 года о «реорганизации права усыновления»: закон заключается в упрощении условий усыновления или удочерения несовершеннолетних.
- Федеральный закон от 8 марта 1967 года о «внесении поправок в правила опеки Общего Гражданского кодекса»: закон закрепляет равенство супругов при опеке несовершеннолетних.

1970-е гг.
- Федеральный закон от 30 октября 1970 года о «реорганизации юридического статуса незаконнорождённых детей»: закон направлен на улучшения правового положения детей, родившихся вне брака.
- Федеральный закон от 14 февраля 1973 года об «определении дееспособности и достижении брачного возраста»: совершеннолетие наступает в 19 лет.
- Федеральный закон от 1 июля 1975 года об «реорганизации личных обязанностей в браке»: различия по правам и обязанностям, в зависимости от пола супругов, исчезли — в Австрии это означало переход к нуклеарной (партнёрской) семье. Также были расширены обязанности супругов по взаимному содействию друг с другом.
- Федеральный закон от 30 июня 1977 года об «реорганизации Закона о детях»: отец и мать равны в правах и обязаны всегда прислушиваться к мнению ребёнка.
- Федеральный закон от 15 июня 1978 года о «внесении поправок в право наследования, брачно-семейное право, право собственности и право развода».
- Федеральный закон от 30 июня 1978 года о «внесении поправок в Закон о браке».

1980-е, 1990-е гг.
- Федеральный закон о «внесении поправок в закон о браке и детях».
- Федеральный закон о «внесении положений Закона о браке в Общий Гражданский Кодекс».
- Федеральный закон об «изменении Закона о детях».
- Федеральный закон об «уравнивании внебрачного ребёнка в наследственном праве и обеспечении жильём овдовевшего супруга или супруги».